# Elasmopalpus
Elasmopalpus is een geslacht van vlinders van de familie snuitmotten (Pyralidae), uit de onderfamilie Phycitinae.

## Soorten
- E. angustellus Blanchard, 1852
- E. corrientellus Ragonot, 1888
- E. lignosella Zeller, 1848